# Vakond
A vakond (Talpa) az emlősök (Mammalia) osztályának Eulipotyphla rendjébe, ezen belül a vakondfélék (Talpidae) családjába tartozó névadó nem.

## Előfordulásuk
Ez az emlősnem Európát és Ázsia nyugati felét népesíti be. Európában a közönséges vakondon (Talpa europaea) kívül Közép-Olaszországban a római vakondot (Talpa romana), Dél-Európában a földközi-tengeri vakondot (Talpa caeca), az Ibériai-félszigeten az ibériai vakondot (Talpa occidentalis), a Balkán-félszigeten pedig a balkáni vakondot (Talpa stankovici) különböztetik meg.

## Megjelenésük
A vakondnembe tartozó fajok teljesen vakok, szemüket hártya fedi. Egyetlen kivétel az európai közönséges vakond. A nőstényeknek kezdetleges Cowper-mirigyeik, valamint kétlebenyes dülmirigyeik vannak, emiatt egyesek hímnőseknek vélték eme állatokat; azonban mégis igazi nőstényekről van szó.

## Életmódjuk
A talajba vájt járatokban élnek. Rovarevők; táplálékaik férgek, rovarok, azok lárvái és egyéb gerinctelenek.

## Rendszerezése
A nembe az alábbi 10 élő faj és 1 fosszilis faj tartozik:
- szibériai vakond (Talpa altaica) Nikolsky, 1883
- Talpa aquitania Nicolas, Martínez-Vargas & Hugot, 2015
- földközi-tengeri vakond vagy vak vakond (Talpa caeca) Savi, 1822
- kaukázusi vakond (Talpa caucasica) Satunin, 1908
- perzsa vakond (Talpa davidiana) (H. Milne-Edwards, 1884)
- közönséges vakond (Talpa europaea) Linnaeus, 1758 - típusfaj
- fekete-tenger-vidéki vakond (Talpa levantis) Thomas, 1906
- ibériai vakond (Talpa occidentalis) Cabrera, 1907
- római vakond (Talpa romana) Thomas, 1902
- balkáni vakond (Talpa stankovici) V. Martino & E. Martino, 1931
- †Talpa tyrrhenica Bate, 1945 - pleisztocén; Korzika és Szardínia

### Fordítás
- Ez a szócikk részben vagy egészben  a   Talpa (genus) című angol Wikipédia-szócikk ezen változatának fordításán alapul.  Az eredeti cikk szerkesztőit annak laptörténete sorolja fel. Ez a jelzés csupán a megfogalmazás eredetét és a szerzői jogokat jelzi, nem szolgál a cikkben szereplő információk forrásmegjelöléseként.